# Михаил (Хороший)
Михаил (в миру Федот Никифорович Хороший; 10 июля 1885, Фёдоровка, Херсонская губерния — 18 мая 1977, Торонто) — епископ неканонической Украинской греко-православной церкви в Канаде, в 1972—1975 годы — её предстоятель с титулом «Митрополит Виннипега и всея Канады».

## Биография
Родился 10 июля 1885 года в селе Фёдоровка
16 декабря 1912 года 27-семилетний Федот Хороший, что к тому времени уже закончил дьяковско-диаконские курсы и высшие дирижёрские курсы в Свято-Михайловском монастыре в Киеве, принял диаконскую хиротонию из рук епископа Никодима (Кроткова).
В 1915 году поступил экстерном на 5-й курс Киевской Духовной Семинарии. После окончания семинарии, он поступил в Киевский университет, совмещая учёбу с дьяконским служением в киевских церквях.
24 апреля 1920 года епископом Димитрием (Вербицким) рукоположён в сан священника. Пастырское служение о. Федот начал в селе Терновке на Черкасщине. Он стал настоятелем кафедрального собора Рождества Богородицы в Черкассах, затем председателем Черкасской Окружного Совета УАПЦ.
В апреле 1930 года осуждён на 8 лет лагерей и выслан на каторжные работы на Кольский полуостров. Затем остров смерти Конд, Соловки, Ухта-Печорские лагеря. В 1937 году был освобождён из ссылки.
Приход немцев в 1941 году застал Федота в Кировограде. Он вновь начинает служить в церкви. Организовал и возглавил Высшее Церковное Управление Кировоградщины, стал настоятелем прихода УАПЦ в Кировограде. Когда стал вопрос необходимости рукоположения новых иерархов для возрожденной УАПЦ, Федот был одним из кандидатов.
Принял монашество с именем Михаил. 12 мая 1942 года в Андреевском соборе в Киеве состоялась епископская хиротония архимандрита Михаила во епископа Кировоградского. Хиротонию совершили Никанор (Абрамович) и Игорь (Губа), в ноябре того же года возведён в сан архиепископа.
С 1945 года центром архиепископа Михаила стал город Мюнхен. И тут он развернул активную деятельность. Организовал Церковное Управление, объезжал приходы в лагерях перемещённых лиц, посвящал воздвигнуты храмы, рукополагал священников, поощрял обучение детей религии.
В 1948 году архиепископ Михаил уехал в Бельгию, где организовал общины УАПЦ в этой стране, а также в Голландии и Люксембурге.
В 1951 году уехал по приглашению консистории Украинской Греко-Православной Церкви в Канаде на положение архиепископом Торонто и Восточной Канады.
8 августа 1951 года Собор УГПЦК избрал Предстоятелем Церкви митрополита Илариона (Огиенко) с титулом митрополита Виннипега и всей Канады, а Михаила (Хорошего) назначил архиепископом Торонто и Восточной Канады.
Вскоре после смерти Илариона в марте 1972 году Михаил стал первоиерархом УГПЦ в Канаде, приняв титул Митрополита Виннипега и всей Канады.
На XV соборе УГПЦК в 1975 году ушёл на покой.
Скончался 18 мая 1977 года в Торонто. Похоронен в Торонто.